# Adelogyrinus
Adelogyrinus simorhynchus
Genre
Espèce
Adelogyrinus est un genre fossile d'amphibiens de l'ordre des Adelospondyli ayant vécu au Carbonifère. Le genre ne comporte qu'un seule espèce, Adelogyrinus simorhynchus.

## Historique
Des fossiles d’Adelogyrinus simorhynchus ont été trouvés dans le Dunnet Shale, en Écosse. Le genre et l'espèce ont été décrits en 1928 et 1929 par David Watson,.

## Publication originale
- (en) David M. S. Watson, « The Carboniferous Amphibia of Scotland », Palaeontologia Hungarica, vol. 1,‎ 1929, p. 223-252